# Híres szombathelyiek listája
Szombathely városához kötődő személyek

## Szombathelyen születtek
- 316/317-ben Szent Márton tours-i püspök.
- 1689. május 4-én Esterházy Imre Gábor nyitrai püspök.
- 1784. február 13-án Horváth József Elek költő, drámaíró, pedagógus; a Magyar Tudományos Akadémia levelező tagja.
- 1786. Németh János magyar honvédezredes.
- 1787. november 2-án Szalay Imre hittudós.
- 1792. augusztus 2-án Szaniszló Ferenc hittanár, váradi püspök.
- 1798. július 8-án Szenczy Imre író, műfordító.
- 1800. szeptember 17-én Szenczy Ferenc magyar egyházi író, szombathelyi püspök.
- 1809. március 30-án Nagy János nyelvész, egyházi író.
- 1818. november 13-án Magyar László Afrika-kutató.
- 1819. február 12-én Horváth Sándor Piusz paptanár, költő, geográfus.
- 1819. március 14-én Hollán Hugó katonatiszt.
- 1819. május 23-án Gyurics Antal nyelvész, műfordító.
- 1822. január 1-jén Horvát Boldizsár magyar író, költő, jogtudós, politikus, igazságügy-miniszter az Andrássy-kormányban, a Magyar Tudományos Akadémia és a Kisfaludy Társaság tagja.
- 1824. január 13-án Hollán Ernő honvéd altábornagy, államtitkár; 1848-49-ben Pétervárad erődítési parancsnoka.
- 1833. április 17-én Dobozy Péter Pál magyar, olasz és amerikai szabadsághős.
- 1842. március 11-én Székely Ferenc jogász, miniszter
- 1860. szeptember 10-én Márkus Emília színművésznő, a Nemzeti Színház örökös tagja, Horváth Boldizsár nevelt lánya.
- 1861. február 15-én Náray Szabó Sándor orvos, a VKM szolgálatában állott (1886-), a gyógypedagógiai ügyek is hatáskörébe tartoztak (1898-), később (1912–1913) államtitkár.
- 1861. november 9-én Tóth István szobrászművész.
- 1881-ben Korponay Ede gazdasági szakember, pénzügyi számvevőségi főtanácsos, évtizedeken át a helyi közélet egyik aktív szereplője, Vas vármegyei és országgyűlési képviselő.
- 1884. február 25-én Wälder Gyula építész, egyetemi tanár.
- 1890. december 10-én Bárdossy László miniszterelnök, külügyminiszter.
- 1893. szeptember 11-én Pető András orvos, mozgásterapeuta, a Pető Intézet megalapítója.
- 1894. április 13-án Derkovits Gyula festő, grafikus.
- 1894. október 4-én Kapossy János levéltáros, művészettörténész.
- 1894. november 26-án Koncz János hegedűművész.
- 1895. február 7-én Kühn Szaniszló pap, iskolaigazgató.
- 1898. január 25-én Farkas Klára festő- és iparművész, leánygimnáziumi tanár. A Berzsenyi társaság tagja.
- 1898. március 19-én Vándor Kálmán újságíró, író, a szórakoztató irodalom művelője.
- 1899. július 20-án Náray-Szabó István fiziko-kémikus.
- 1902. március 8-án Bárdosi Németh János költő, szerkesztő.
- 1902. december 31-én Kardos György építész, egyetemi tanár.
- 1904. január 12-én Kraszna-Krausz Andor fotóművész, kritikus.
- 1905. április 21-én Földessy Géza magyar színész, színházi rendező és színigazgató. Komlós Juci volt férje és Földessy Margit édesapja.
- 1905. június 23-án Iván István ötvös- és éremművész.
- 1906-ban Takács Miklós erdész, szociáldemokrata politikus.
- 1907. október 25-én Országh László nyelvész, irodalomtörténész, szótáríró.
- 1908. augusztus 20-án Jánossy Andor agrármérnök, agrobotanikus, az MTA tagja.
- 1909. május 24-én Gerő László építésztörténész, a hazai műemlékvédelem egyik kiemelkedő szakértője.
- 1909. június 30-án F. Nagy Imre színész.
- 1910. július 9-én Szász Béla újságíró, lapszerkesztő, műfordító, a Rajk-per egyik mellékvádlottja
- 1911. március 15-én Donászy Magda magyar író, költő.
- 1912. május 4-én Albert István zenei író, zenekritikus.
- 1913. április 19-én Szigeti Kilián zeneszerző, az egyházzene doktora, bencés szerzetes.
- 1913. június 22-én Weöres Sándor költő, műfordító, drámaíró.
- 1914. július 6-án Földes Éva sporttörténész, neveléstörténész, az 1948. évi londoni olimpia művészeti versenyeinek harmadik helyezettje
- 1919. december 25-én Vályi Péter politikus, vegyészmérnök, vállalatvezető, az Országos Tervhivatal elnökhelyettese, majd pénzügyminiszter és a Minisztertanács elnökhelyettese.
- 1923. május 21-én Tyll Attila Jászai Mari-díjas színművész.
- 1923. augusztus 31-én Gonda György jogász, környezetvédelmi, területfejlesztési, településfejlesztési szakember, főiskolai tanár, megyei tanácselnök, országgyűlési képviselő, államtitkár.
- 1925. február 17-én Németh G. Béla irodalomtörténész, egyetemi tanár, az MTA rendes tagja
- 1925. szeptember 1-én Ridovics László Munkácsy Mihály-díjas festőművész
- 1925-ben Mészáros József festőművész (tiszteletére utcát neveztek el róla Szombathelyen).
- 1926. október 31-én Benkő László festő, iparművész, tanár.
- 1925. július 9-én Keres Emil Kossuth-díjas és kétszeres Jászai Mari-díjas színművész.
- 1927. március 20-án Brenner János Ybl Miklós-díj-as magyar építész.
- 1927. augusztus 13-án Nagy László Európa-bajnok műkorcsolyázó, orvos.
- 1927. október 18-án Szentirmay Éva Jászai Mari-díjas színésznő.
- 1929. január 13-án Nagy Marianna Európa-bajnok műkorcsolyázó
- 1930. augusztus 7-én Bánky Róbert színész, bábszínész, rendező.
- 1931. január 24-én Kötél Zsuzsanna Jedlik Ányos-díjas magyar mezőgazdasági mérnök, növénynemesítő
- 1931. március 13-án Seregély István egri érsek, a Magyar Katolikus Püspöki Konferencia volt elnöke.
- 1931. december 15-én Brenner János ciszterci szerzetes, vértanú.
- 1932. április 25-én Hajdufy Miklós televíziós rendező, forgatókönyvíró.
- 1932. szeptember 4-én Rőthy István belgyógyász, háziorvos.
- 1933. február 23. Gróf László térképtörténész
- 1933. október 29-én Schrammel Imre keramikus művész
- 1933. december 27-én Görög Sándor kémikus, gyógyszerkutató, akadémikus
- 1935. október 25-én Spilák Ferenc közgazdász, belkereskedelmi illetve kereskedelmi miniszterhelyettes [az akkor még önálló, ma a városhoz tartozó Gyöngyöshermánban]
- 1936. április 12-én Heckenast János Ybl Miklós-díjas magyar építészmérnök.
- 1936. november 23-án Polgár Rózsa Kossuth-díjas magyar textilművész, gobelinművész.
- 1937. október 16-án Kemenes Géfin László József Attila-díjas író, költő, kritikus, műfordító, egyetemi tanár.
- 1939. május 3-án Módos Gábor fotóművész, modell- és aktfotós, operatőr.
- 1939. december 30-án Kajdi János ökölvívó.
- 1940. január 23-án Miller Lajos a Nemzet Művésze címmel kitüntetett, Kossuth- és Liszt Ferenc-díjas  operaénekes, a Halhatatlanok Társulatának örökös tagja
- 1940. július 3-án Szabó Miklós régész, ókorkutató, egyetemi tanár, az ELTE rektora (1993–1999)
- 1941. március 13-án Malgot István szobrászművész, bábművész, színházi rendező, író
- 1941. május 16-án Winkler Gábor építész, egyetemi tanár, a műszaki tudományok kandidátusa, a Magyar Tudományos Akadémia doktora
- 1942. február 27-én Németh Sándor Jászai Mari díjas magyar színész, rendező, színigazgató, érdemes és kiváló művész.
- 1942. július 10-én Szokolszky Miklós magyar festőművész.
- 1942. június 29-én Lelkes Péter Munkácsy Mihály-díjas magyar iparművész, ipari formatervező, egyetemi oktató. A Magyar Művészeti Akadémia rendes tagja
- 1943. április 18-án Inotai András közgazdász, a Magyar Tudományos Akadémia Világgazdasági Kutató Intézetének volt igazgatója
- 1943. június 12-én Benkő László Kossuth-díjas és Liszt Ferenc-díjas magyar zenész, billentyűs, zeneszerző, az Omega együttes tagja.
- 1944. március 14-én Máger Ágnes magyar festőművész a Széchenyi Irodalmi és Művészeti Akadémia Miskolci Területi Csoportjának tagja
- 1944. május 1-én Tóth Endre régész, a Magyar Nemzeti Múzeum Könyvtárának nyugalmazott főosztályvezetője.
- 1944. május 23-án Beke László művészettörténész
- 1945. február 25-én Rózsa Sándor operaénekes, színész
- 1946. június 4-én Halmos Béla Széchenyi-díjas népzenész, népzenekutató, hegedűtanár, a magyar táncházmozgalom egyik elindítója
- 1948. február 22-én Mátrai Márta magyar jogász, politikus.
- 1948. július 22-én Pusztay János magyar nyelvész, egyetemi tanár, az uráli nyelvek és népek kutatója, műfordító.
- 1950. Dallos Gyula lovas, díjlovagló, edző
- 1950. április 11-én Osskó Judit építész, műemlékvédelmi építész, televíziós szerkesztő, rendező, műsorvezető.
- 1952. október 7-én Bárdosi Vilmos intézetigazgató, tanszékvezető egyetemi tanár (ELTE BTK Francia Tanszék)
- 1953. szeptember 12-én Ács Enikő magyar énekesnő, dalszerző.
- 1953. Ekler Dezső építész
- 1955. november 25-én Horn Gábor politikus, közgazdász
- 1958. február 17-én Tóthárpád Ferenc költő, író, szerkesztő.
- 1958. október 5-én Gedai Mária magyar színésznő
- 1958. október 18-án Szijj Ferenc magyar író, költő, műfordító, szerkesztő
- 1960. május 14-én Gyurácz József magyar ornitológus, főiskolai tanár
- 1960 december 19-én Andics Tibor magyar színész.
- 1961. október 15-én Lengyel Ferenc Jászai Mari-díjas magyar színész.
- 1962. augusztus 19-én Nagy Ibolya Déryné-díjas énekesnő, színésznő, műsorvezető.
- 1965. április 20-án Szily Nóra újságíró.
- 1963. augusztus 6-án Fekete Péter Jászai Mari-díjas rendező, előadóművész, a Nemzeti Cirkuszművészeti Központ főigazgatója, érdemes művész
- 1966. október 16-án Avass Attila magyar színész
- 1968. február 21-én Kalocsai Andrea magyar televíziós műsorvezető, színésznő, előadóművész
- 1968. június 30-án Szakály Aurél magyar színész.
- 1968. szeptember 16-án Winkler Róbert (eredeti neve: Kulcsár Szabolcs Attila) újságíró, rockzenész.
- 1969. március 3-án Bátorfi Csilla asztaliteniszezőnő.
- 1971. január 15-én Katona Attila sci-fi író.
- 1971. május 19-én Abajkovics Péter költő, szerkesztő.
- 1971. június 26-án Réthly Attila magyar rendező, egyetemi tanár.
- 1972. március 19-én Fekete Ernő színész, a Budapesti Katona József Színház tagja
- 1972. május 9-én Kelemen Zoltán színész
- 1974. január 13-án Mesterházy Gyula Soós Imre-díjas színész.
- 1974. Dömötör Tamás film- és színházi rendező.
- 1974. április 5-én Endrődy Krisztián színész.
- 1974. szeptember 9-én Hujber Ferenc színész.
- 1976. április 1-jén Király Gábor labdarúgó.
- 1977. február 13-án Bognár Szilvia népdalénekes.
- 1977. május 28-án Herczeg Tamás színész, rendező.
- 1978. május 26-án Szántó Kornél rövidpályás gyorskorcsolyázó.
- 1979. szeptember 25-én Halmosi Péter labdarúgó
- 1981. október 14-én Pusztai Olivér labdarúgó
- 1984. március 8-án Garics György labdarúgó
- 1984. december 7-én Markó Róbert író, dramaturg, műfordító, színházrendező
- 1986. január 31-én Foki Veronika színésznő
- 1989. március 24-én Szántó Dániel krimiíró.
- 1989. október 9-én Fehér Renátó költő.
- 1991. október 4-én Patkós Márton színész.

## Szombathelyen hunytak el
- Szent Quirinus sisciai püspök, vértanú 303-ban
- Finta Sándor (1889-1950) író, költő, címzetes igazgató
- Fábián Gyula (1884–1955) etnográfus, rajztanár, ifjúsági író
- Melchior Hefele (1716–1794) bronzöntő, építész, több híres épület tervezője
- Géfin Gyula teológiai tanár, egyháztörténész, igazgató.
- Mozsolics Amália (1910–1997) régésznő
- Gazdag Erzsi (1912–1987) magyar ifjúsági író, költő.
- Vass Béla (1872–1934) pedagógus, grafikus, festőművész, író
- Rőthy István (1932-2019) háziorvos és belgyógyász.
- Wagner András (1953–2007) tanár, Szombathely volt polgármestere.

## Szombathelyhez kötődnek/kötődtek
- Németh Andor író, kritikus 1901-től a szombathelyi Premontrei Gimnáziumban végezte tanulmányait.
- Kresznerics Ferenc esperes-plébános, tanár, akadémikus, szótáríró a szombathelyi líceum tanára volt.
- Éhen Gyula, Szombathely egykori polgármestere, akit tisztelői második városalapító-ként emlegetnek.
- Járdányi Paulovics István régész a később róla elnevezett romkert területén és a Szent Márton-templom környékén vezetett ásatásokat, feltárásokat.
- 1914-től dolgozott a városban Gáyer Gyula jogász, botanikus.
- 1922-től 1944-ig a városban élt és működött Bárdos Alice hegedűművész és -tanár.
- Évtizedeken át itt élt és működött, 2019-ben bekövetkezett haláláig Varecza László matematikus, filozófus, író és régiségkereskedő
- Lanczkor Gábor költő, próza- és drámaíró 1987–1999 között Szombathelyen végezte általános- és középiskoláit.
- Károlyi Antal Ybl Miklós-díjas építész Szombathely főépítésze volt.
- Mátis Lajos Ybl Miklós-díjas építész volt a Savaria Mozi és Szombathelyi Képtár tervezője.
- A városban élt és tanított, itt is halt meg Kerecsényi Ilona pedagógus, nőmozgalmi aktivista.
- Élete jelentős részében a városban élt és alkotott Székely Ákos költő, író, kritikus, irodalomtörténész, irodalomszervező, szerkesztő, műfordító.

## Szombathely díszpolgárai[1]
A díszpolgárrá választás évével
- Apponyi Albert gróf (1846–1933) politikus, miniszter, az MTA tagja - 1921-ben
- Bárdossy László (1890–1946) miniszterelnök - 1942-ben
- Bonyhády Gyula (1817–1898) - 1859-ben
- Brenner Tóbiás (1850–1919) polgármester, főjegyző - 1914-ben
- Dr. Cholnoky Péter (1932-) gyermekgyógyász - 2013-ban
- Dési Huber Istvánné Sugár Stefánia (1897–1987) - 1978-ban
- Éhen Gyula (1855–1932) jogász, szakíró, író, polgármester - 1902-ben
- Goldschmid Ágoston ügyvéd - 1870-ben
- Hauszmann Alajos (1874–1926) építész, egyetemi tanár - 1878-ban
- Hegedűs Csaba (1948-) olimpiai bajnok birkózó - 2004-ben
- Jordán Tamás[2] (Budapest, 1943. január 15. –) Kossuth- és Jászai Mari-díjas magyar színész, rendező, színigazgató, főiskolai docens, érdemes művész, a Halhatatlanok Társulatának örökös tagja.
- Király Gábor (1976. április 1.) labdarúgó
- Kiskos István (1874–1945) ügyvéd, polgármester - 1930-ban
- Kisházi Ödön (1900–1975) miniszter, az Elnöki Tanács helyettes elnöke - 1975-ben
- Kozma Miklós (1884–1941) belügyminiszter - 1937-ben
- Kossuth Lajos (1802–1894) - 1889-ben
- Michael Racz (1932-) Felsőőr polgármestere - 2001-ben
- Németh Pál (1937–2009) atlétaedző, a Dobópápa - 2009-ben
- Rákosi Jenő (1842–1929) író, újságíró, politikus, az MTA tagja - 1920-ban
- Reiszig Ede (1873–1946) alispán, történész - 1889-ben
- Reményi Ede (1828–1898) zeneszerző, hegedűművész - 1861-ben
- Szarka Zoltán (1942-) olimpiai bajnok labdarúgó, kapusedző - 2012-ben
- Székely Ferenc (1842–1921) jogász, miniszter - 1912-ben
- Széll Kálmán (1843–1915) politikus, miniszterelnök - 1894-ben
- Széll Kálmán (1926-) orvos, tanár - 2008-ban
- Szenczy Imre (1798–1860) pap, klasszika-filológus, pedagógus - 1893-ban
- Szentmártoni Radó Kálmán (1844–1899) főispán, országgyűlési képviselő - 1889-ben
- Tóth Géza (1932–2011) súlyemelő, egyetemi docens, mesteredző
- Varasdy Károly (1846–1897) polgármester, országgyűlési képviselő - 1887-ben
- Vass József (1877–1930) miniszter - 1926-ban
- Wagner András (1953–2007) tanár, Szombathely volt polgármestere - 2007-ben posztumusz
- Weöres Sándor (1913–1989) - 1983-ban
- Zichy Hermán gróf (1814–1880) - 1859-ben